# The Wheatsheaf

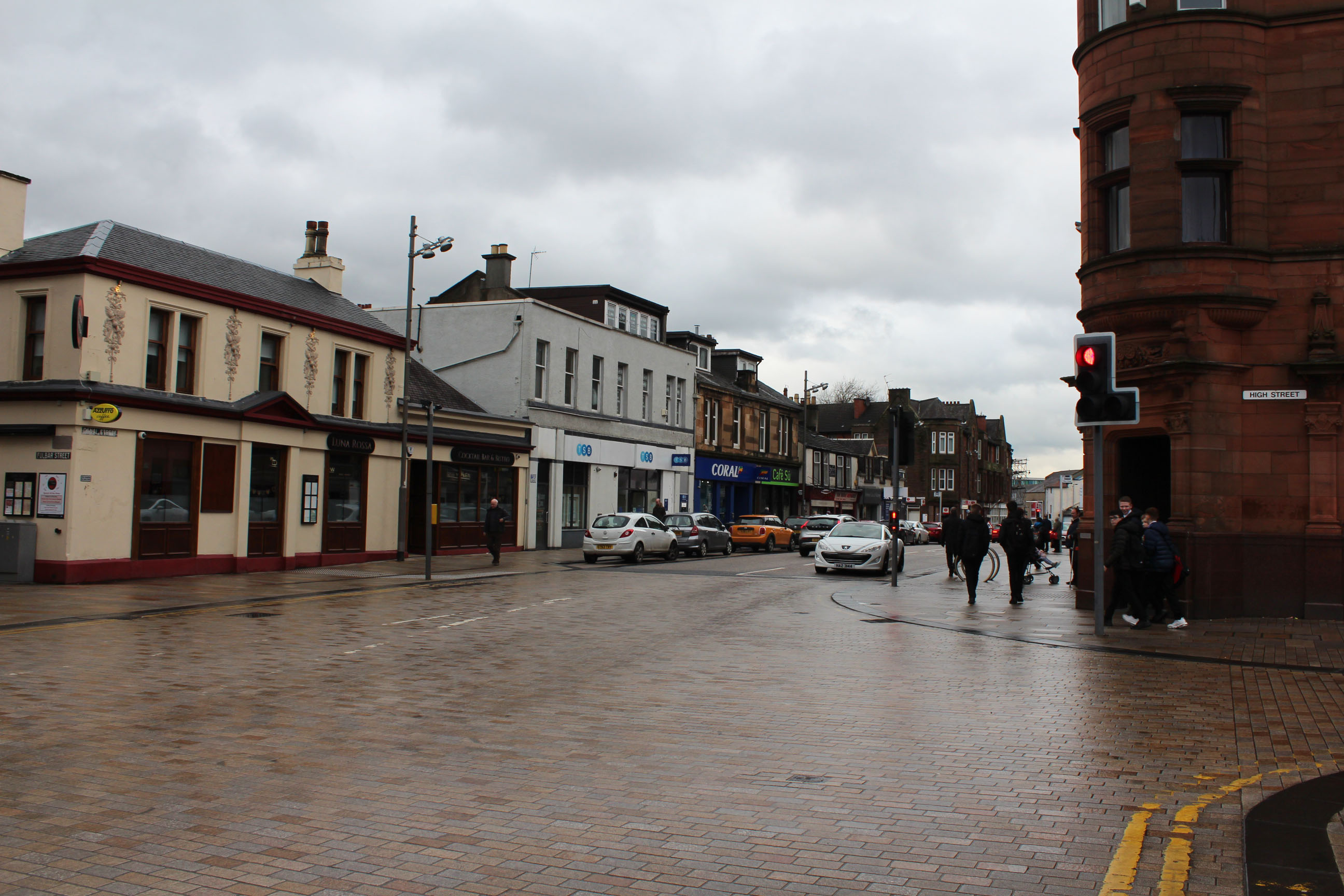
The Wheatsheaf befindet sich am linken Bildrand

The Wheatsheaf ist ein Gastronomiebetrieb in der schottischen Stadt Renfrew in der Council Area Renfrewshire. 1980 wurde das Bauwerk in die schottischen Denkmallisten in die Denkmalkategorie C aufgenommen.

## Beschreibung
Das Gebäude liegt am Zusammenfluss der Straßen Hairst Street (A741), Canal Street und High Street (A877) im Stadtzentrum von Renfrew neben dem Rathaus von Renfrew und gegenüber dem ebenfalls denkmalgeschützten Bauwerk 1 High Street. Das Baujahr ist nicht verzeichnet. Die am Gebäude zu findende Datumsangabe 1666 stammt von einem Vorgängerbau. Das Gebäude ist zweistöckig und im Obergeschoss mit Reliefen verziert. Die südostexponierte Frontseite ist symmetrisch aufgebaut mit einer mittigen Eingangstüre, die ein hölzerner Dreiecksgiebel bekrönt. Die Sprossenfenster sind auf drei vertikalen Achsen angeordnet. Das Gebäude schließt mit einem Satteldach. Ebenerdig ist eine Gaststätte eingerichtet.